# پویارکوو (استان آمور)
پویارکوو (روسی: Поярково) یک منطقهٔ مسکونی در روسیه است که در استان آمور واقع شده‌است.